# ディミトリ・パイェ
- ディミトリ・パイエット

フローラン・ディミトリ・パイェ（Florent Dimitri Payet フランス語発音: [dimitʁi pajɛt] 、1987年3月29日 - ）は、フランスのサッカー選手。元フランス代表。ポジションはミッドフィールダー、フォワード。
インド洋に浮かぶフランスの海外県であるレユニオンで生まれたパイェは、正確に曲がるフリーキックのスペシャリストとして知られ、21世紀におけるリーグ・アンの最多アシスト記録保持者である。

## クラブ経歴
2005年からFCナントに所属し、12月19日、FCジロンダン・ボルドー戦でデビューを果たした。2007年、ASサンテティエンヌに移籍した。2年目でブレイクを果たし、代表にも初選出された。
2011年6月28日、リールに4年契約で移籍した。一年目はエデン・アザールやジョー・コールらの活躍でベンチに座ることも少なくなかったが、2年目に主力が去ってから本領発揮。12ゴール12アシストの活躍でリーグの年間ベストイレブンにも選出された。

### マルセイユ

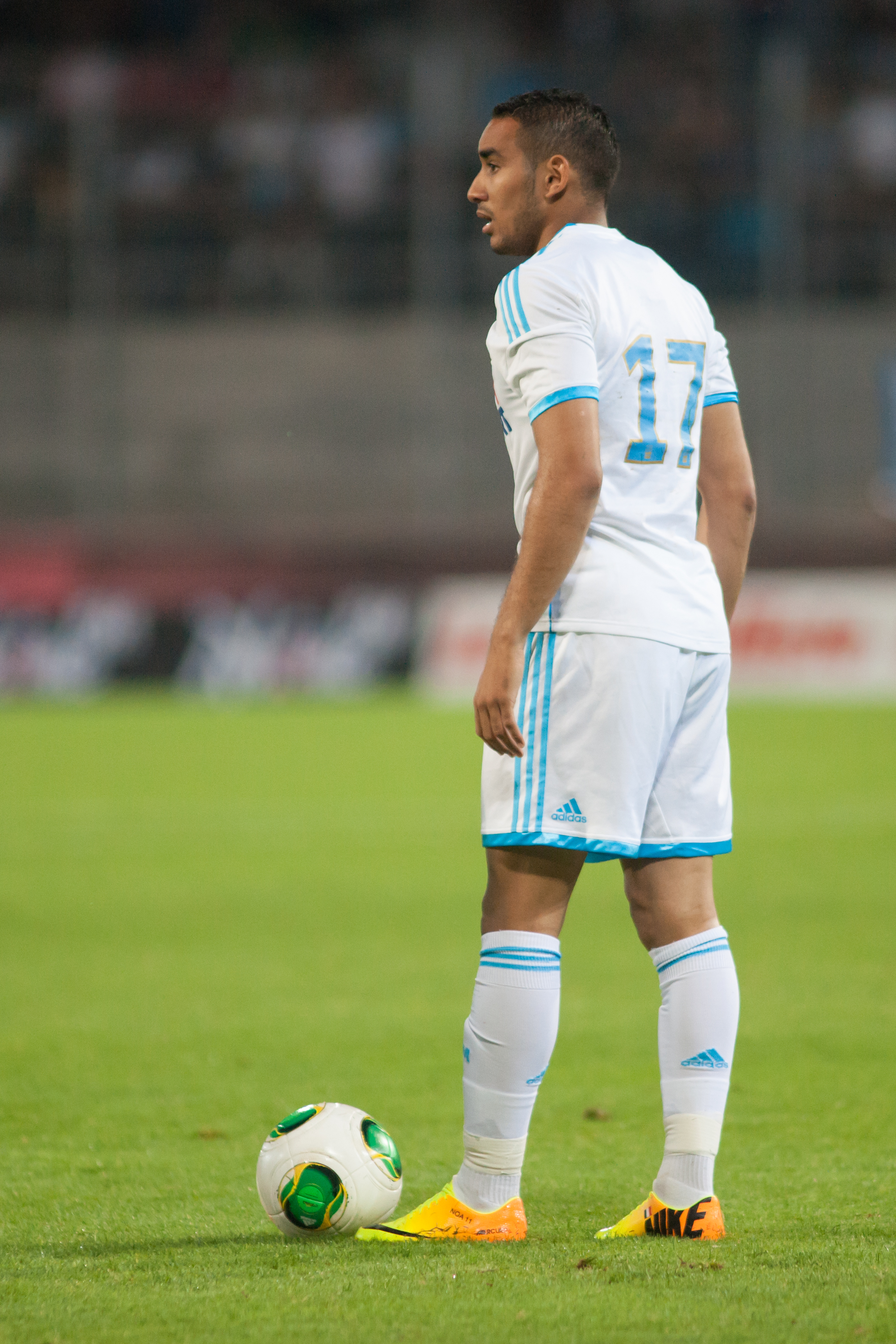
マルセイユ1年目のパイェ（2013年）

2013年6月、リールがヨーロッパリーグの出場権を逃したこともあり、オリンピック・マルセイユへ移籍することが決定した。
マルセイユ1年目は安定感を欠き本領発揮とはいかなかったが、マルセロ・ビエルサが監督に就任した2年目にトップ下のポジションで活躍。リーグ戦7ゴール16アシストでトロフェ・UNFP・デュ・フットボールに選出された。16アシストは2014-15シーズンのヨーロッパ5大リーグにおいて、ケヴィン・デ・ブライネ(ヴォルフスブルク、20アシスト)、セスク・ファブレガス(チェルシー、17アシスト)、リオネル・メッシ(バルセロナ、17アシスト)に次ぐ4位であり、チャンスメイク数は1位の133回を記録、キーパス数はメッシと並んでヨーロッパ最多タイとなる131本を記録した。
このシーズンにビエルサのアシスタントコーチを務めていたヤン・ファン・ウィンケルは2人について、「ビエルサはディミトリがウインガーではなくプレーメーカーであることを最初に見抜いた。彼はおそらくアンドレス・イニエスタと並んで、ゴールに背中を向ける世界最高の選手だろう。ディミはテクニックが優れているだけでなく俊敏さも兼ね備えているので、彼からボールを奪うのはほぼ不可能だ。彼が（フランスで開催されたEURO2016の）ルーマニア戦で得点したのも中央でプレーしていたときだった。」と述べている。
ビエルサに指導を受けたのはこの1年のみだったが、パイェにとってこのシーズンは大きな転換期となり、のちにレキップ誌で次のように語っている。

### ウェストハム
2015年夏、プレミアリーグのウェストハム・ユナイテッドに移籍したが、パイェはこのタイミングでマルセイユを去るつもりはなくフロリアン・トヴァンやジャネリ・インビュラといった選手の売却が滞ったことでクラブが財政の安定を懸念しての売却だった。8月9日、エミレーツ・スタジアムで行われたアーセナル戦でプレミアリーグデビューを果たし、2-0の勝利の口火を切るゴールを決めたシェイフ・クヤテの得点を得意のフリーキックでアシストした。その6日後、レスターシティとの試合で移籍後初ゴールを決めたものの、チームは1-2で敗れた。9月14日、ブーリン・グラウンドで行われたニューカッスル戦では2得点を挙げたものの、その2ヶ月後のエヴァートン戦でジェームス・マッカーシー からの厳しいチャレンジで足首を痛め、推定3ヶ月の離脱を余儀なくされた。
怪我から復帰したばかりの2016年1月12日に行われたボーンマス戦ではフリーキックでクロスバー下側を叩く同点ゴールを決めて3-1の逆転勝利に貢献。この試合のマン・オブ・ザ・マッチに輝いたパイェは、78分にアレクサンドル・ソングと交代する際にウェストハムのサポーターからスタンディングオベーションを浴びた。
このシーズンは、最終的にPFA年間ベストイレブンに選ばれる活躍を見せ、自身の持ち味であるフリーキックで印象的なゴールをいくつか決めるなどチームの上位進出の立役者となったパイェはクラブの年間最優秀選手にも選ばれた。
2016-17シーズン、10月のミドルスブラ戦では左サイドから中央に切り込み、何人も相手をかわしてゴールを決め、このゴールが2016年10月のプレミアリーグ最優秀ゴールに選ばれた。しかし、チームは一時は降格圏に沈むなど低迷。また、ウェストハムのスラベン・ビリッチ監督はパイェが試合への出場を拒否したことを会見で明かしつつ、どのクラブに対しても売却する意思がないことも明言した。

### マルセイユ復帰
監督やクラブとの関係が悪化した後、2017年1月14日に予定されていたクリスタル・パレスとの試合でパイェは姿を現さず、パイェのクラブ年間最優秀選手に敬意を表して設置されたロンドン・スタジアムの壁画には、サポーターによって破壊されるのを防ぐための警備員が配置された。移籍期間中、パイェは古巣のオリンピック・マルセイユからの2度入札の対象となるが、どちらもウェストハムによって拒否された。さらにクラブはパイェの売却を希望せず、彼がサポーターに謝罪して今後もクラブのためにプレーし続けることを望んだ。

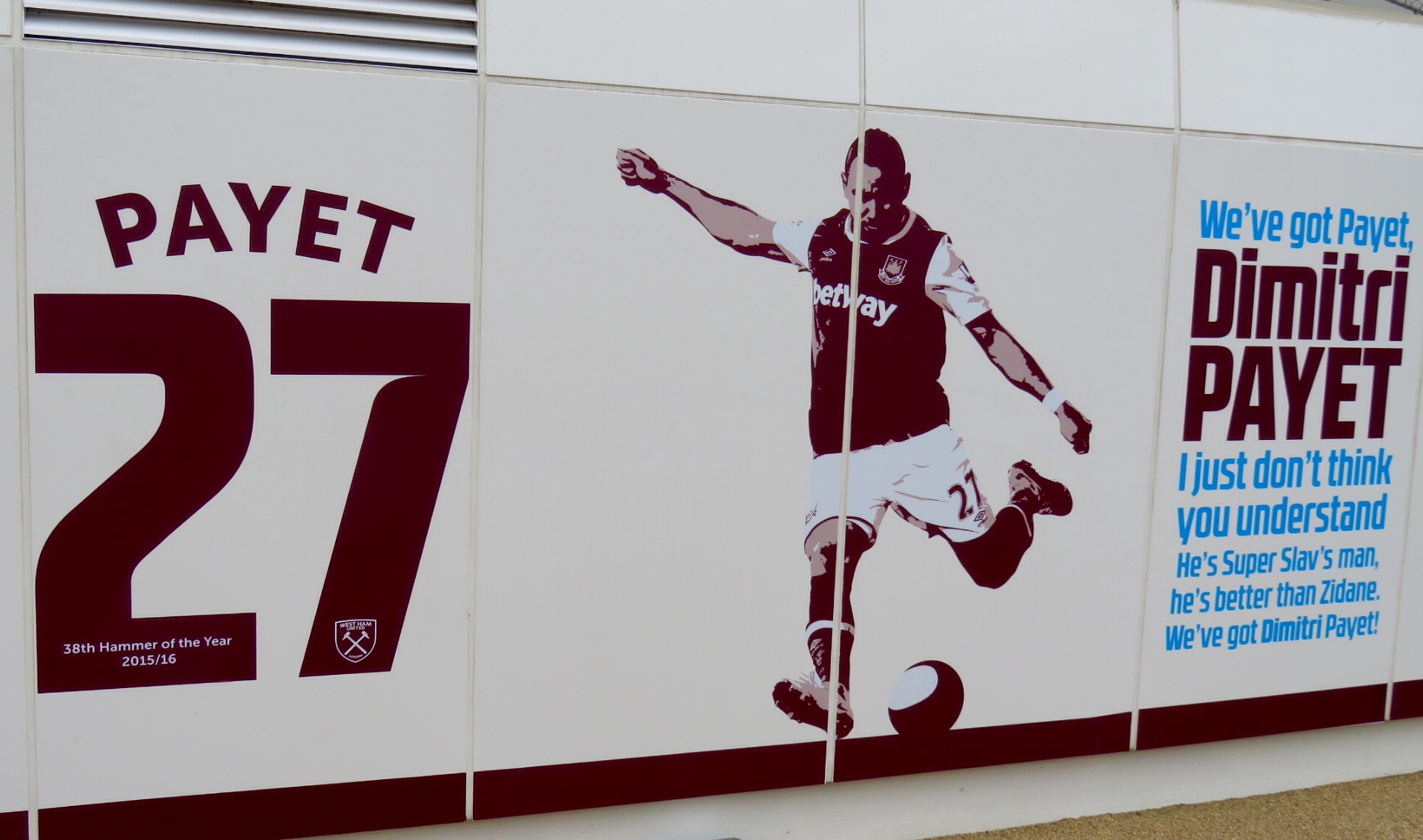
ロンドン・スタジアムに飾られていたパイェの記念壁画

しかし、ウェストハムとパイェの関係は修復せず、29日にパイェは当時のウェストハムのクラブ史上最高額の売却額となる2500万ポンドでマルセイユに1年半ぶりに復帰を果たした。移籍から翌日、ウェストハムはロンドン・スタジアムにある壁画をパイェが欠場したクリスタル・パレス戦でアンディ・キャロルが記録したバイシクルシュートを祝う壁画に塗り替えることを発表した。

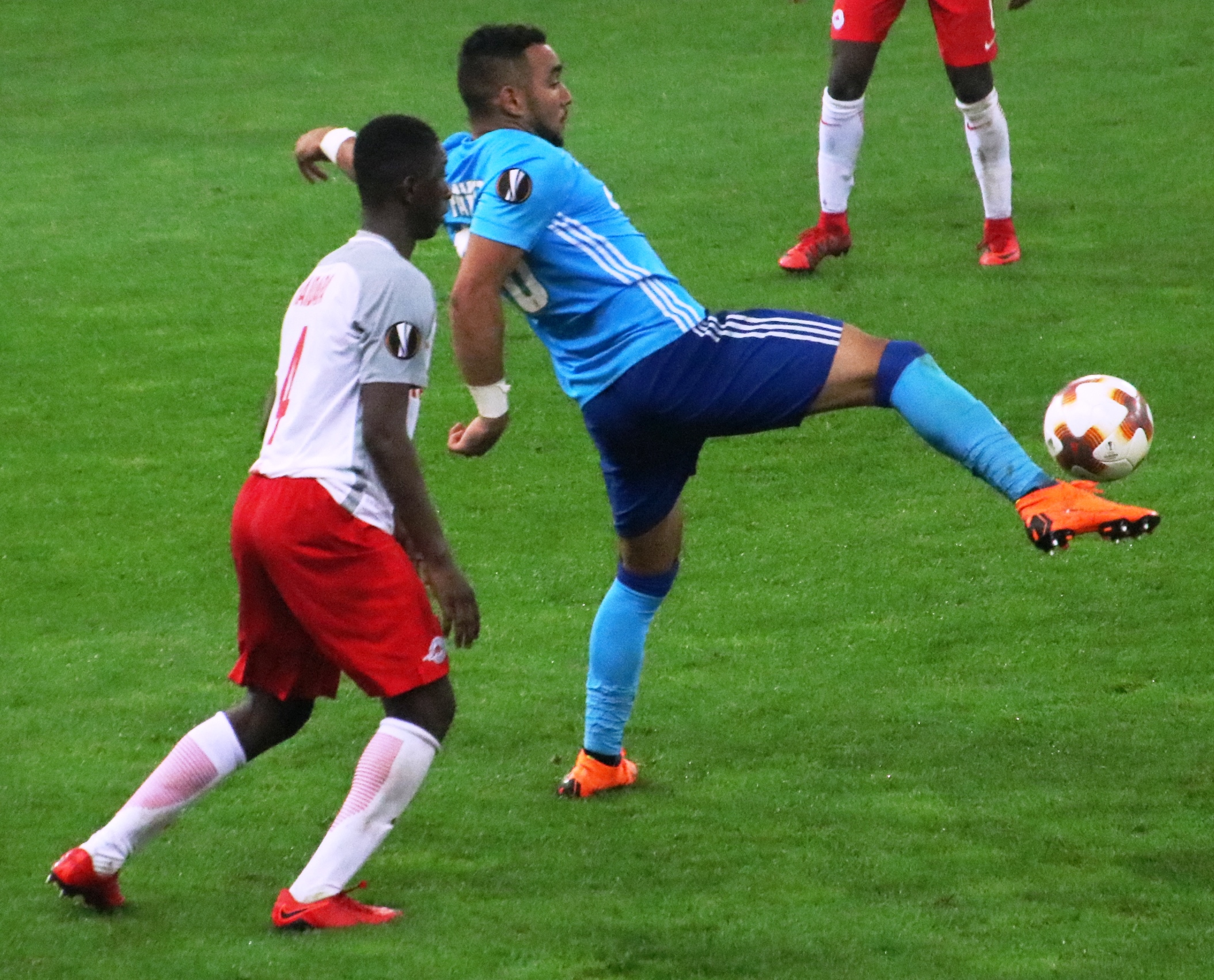
マルセイユに復帰したパイェ（2018年）

2月8日のEAギャンガン戦で復帰後初ゴールを決めた。
2018年4月13日、ヨーロッパリーグ準々決勝のRBライプツィヒ戦ではペナルティエリア手前からミドルシュートを決めた。このゴールはこのシーズンのUEFA主催大会における全ての得点のうち、2位に選ばれ、キーパス数では欧州最多となる156本を記録した。
2019-20シーズン、攻撃の軸としてチームをリード、12ゴール6アシストを決め、リーグ2位、来季のUEFAチャンピオンズリーグ出場権獲得にした貢献した。
2020-21シーズン、5月のRCランス戦でリーグ・アンでの通算100アシスト目を記録した。同シーズン、リーグ第2位となる10アシストを決めてチームに貢献した。
2022-23シーズン、10月8日のACアジャクシオ戦のゴールにより、リーグ・アンでの通算100ゴールを決め、リーグ・アンの選手としては初、ヨーロッパ5大リーグでは11人目となる同一リーグにおけるゴールとアシストでそれぞれ100の大台に乗せた。
2023年5月6日に開催されたRCランス戦で、パイェはベンチサイドでの小競り合いの中で相手のアシスタントコーチであるヤニック・カユザックに平手打ちをして5試合の出場停止処分が課された。処分が確定する前のアンジェ戦がマルセイユでの最後のプレーとなり、パイェはこの試合で1ゴールを挙げた。7月21日、マルセイユ退団が発表された。マルセイユで通算67アシストを記録したパイェは、21世紀のリーグ・アンにおいて最多記録となる106本のアシストを記録した。

### ヴァスコ・ダ・ガマ
2023年8月17日、パイエはブラジル・セリエAのCRヴァスコ・ダ・ガマと2年契約を結んだ。 9月3日、彼はアウェーでのECバイーア戦に出場し、1-1の引き分けでデビューを果たした。 11月12日、パイエはホームでのアメリカ・ミネイロ戦で、アディショナルタイムに直接フリーキックを決め、2-1の勝利をもたらした。

## 代表経歴
フランス代表として各年代の代表でプレーし、2010年10月9日、UEFA欧州選手権2012予選のルーマニア代表戦でA代表デビューを果たした。2015年6月7日のベルギーとの親善試合で代表初得点を挙げた。
自国開催となったUEFA EURO 2016のメンバーに選出され、6月10日のルーマニアとの開幕戦では同点で迎えた89分にミドルシュートで決勝点を挙げた。得点後に交代でベンチに退く際には感極まり涙を流した。同大会では3得点を記録。
UEFAヨーロッパリーグ決勝アトレティコ・マドリード戦で負傷した影響もあり、2018 FIFAワールドカップではメンバー入りとはならなかった。

## 人物
フリーキックの名手であり、2016年にイギリスのサッカー専門メディア「コパ90」が選定した現役最強フリーキッカートップ5では1位にランクインした。

## 個人成績
2023年7月24日現在
| クラブ           | シーズン       | リーグ戦                   | リーグ戦 | リーグ戦 | カップ戦 | カップ戦 | リーグ杯 | リーグ杯 | 国際大会 | 国際大会 | その他 | その他 | 通算 | 通算 |
| クラブ           | シーズン       | ディビジョン               | 出場     | 得点     | 出場     | 得点     | 出場     | 得点     | 出場     | 得点     | 出場   | 得点   | 出場 | 得点 |
| ---------------- | -------------- | -------------------------- | -------- | -------- | -------- | -------- | -------- | -------- | -------- | -------- | ------ | ------ | ---- | ---- |
| エクセルシオール | 2004           | レユニオン・プレミアリーグ | 36       | 12       | 0        | 0        | —        | —        | —        | —        | —      | —      | 36   | 12   |
| ナント           | 2005-06        | リーグ・アン               | 3        | 1        | 1        | 0        | 0        | 0        | —        | —        | —      | —      | 4    | 1    |
| ナント           | 2006-07        | リーグ・アン               | 30       | 4        | 4        | 0        | 1        | 0        | —        | —        | —      | —      | 35   | 4    |
| ナント           | 通算           | 通算                       | 33       | 5        | 5        | 0        | 1        | 0        | —        | —        | —      | —      | 39   | 5    |
| サンテティエンヌ | 2007-08        | リーグ・アン               | 31       | 0        | 0        | 0        | 0        | 0        | —        | —        | —      | —      | 31   | 0    |
| サンテティエンヌ | 2008-09        | リーグ・アン               | 30       | 4        | 1        | 0        | 1        | 0        | 10       | 3        | —      | —      | 42   | 7    |
| サンテティエンヌ | 2009-10        | リーグ・アン               | 35       | 2        | 4        | 3        | 2        | 0        | —        | —        | —      | —      | 41   | 5    |
| サンテティエンヌ | 2010-11        | リーグ・アン               | 33       | 13       | 1        | 0        | 0        | 0        | —        | —        | —      | —      | 34   | 13   |
| サンテティエンヌ | 通算           | 通算                       | 129      | 19       | 6        | 3        | 3        | 0        | 10       | 3        | —      | —      | 148  | 25   |
| リール           | 2011-12        | リーグ・アン               | 33       | 6        | 3        | 0        | 2        | 0        | 4        | 0        | 1      | 0      | 43   | 6    |
| リール           | 2012-13        | リーグ・アン               | 38       | 12       | 3        | 1        | 3        | 0        | 8        | 0        | —      | —      | 52   | 13   |
| リール           | 通算           | 通算                       | 71       | 18       | 6        | 1        | 5        | 0        | 12       | 0        | 1      | 0      | 95   | 19   |
| マルセイユ       | 2013-14        | リーグ・アン               | 36       | 8        | 2        | 0        | 2        | 0        | 5        | 0        | —      | —      | 45   | 8    |
| マルセイユ       | 2014-15        | リーグ・アン               | 36       | 7        | 1        | 0        | 1        | 0        | —        | —        | —      | —      | 38   | 7    |
| マルセイユ       | 通算           | 通算                       | 72       | 15       | 3        | 0        | 3        | 0        | 5        | 0        | —      | —      | 83   | 15   |
| ウェストハム     | 2015-16        | プレミアリーグ             | 30       | 9        | 6        | 3        | 1        | 0        | 1        | 0        | —      | —      | 38   | 12   |
| ウェストハム     | 2016-17        | プレミアリーグ             | 18       | 2        | 1        | 0        | 3        | 1        | 0        | 0        | —      | —      | 22   | 3    |
| ウェストハム     | 通算           | 通算                       | 48       | 11       | 7        | 3        | 4        | 1        | 1        | 0        | —      | —      | 60   | 15   |
| マルセイユ       | 2016-17        | リーグ・アン               | 15       | 4        | 2        | 1        | 0        | 0        | —        | —        | —      | —      | 17   | 5    |
| マルセイユ       | 2017-18        | リーグ・アン               | 31       | 6        | 2        | 1        | 0        | 0        | 14       | 3        | —      | —      | 47   | 10   |
| マルセイユ       | 2018-19        | リーグ・アン               | 31       | 4        | 1        | 0        | 1        | 0        | 5        | 2        | —      | —      | 38   | 6    |
| マルセイユ       | 2019-20        | リーグ・アン               | 22       | 9        | 4        | 3        | 1        | 0        | —        | —        | —      | —      | 27   | 12   |
| マルセイユ       | 2020-21        | リーグ・アン               | 33       | 7        | 1        | 0        | —        | —        | 6        | 2        | 1      | 1      | 41   | 10   |
| マルセイユ       | 2021-22        | リーグ・アン               | 31       | 12       | 4        | 0        | —        | —        | 11       | 4        | —      | —      | 46   | 16   |
| マルセイユ       | 2022-23        | リーグ・アン               | 24       | 4        | 1        | 0        | —        | —        | 2        | 0        | —      | —      | 27   | 4    |
| マルセイユ       | 通算           | 通算                       | 187      | 46       | 15       | 5        | 2        | 0        | 38       | 11       | 1      | 1      | 243  | 63   |
| キャリア総通算   | キャリア総通算 | キャリア総通算             | 577      | 126      | 42       | 12       | 18       | 1        | 66       | 14       | 1      | 1      | 703  | 154  |

1. 1 2  トロフェ・デ・シャンピオン

### 代表
| フランス代表 | 国際Aマッチ | 国際Aマッチ |
| 年           | 出場        | 得点        |
| ------------ | ----------- | ----------- |
| 2010         | 3           | 0           |
| 2011         | -           | -           |
| 2012         | -           | -           |
| 2013         | 4           | 0           |
| 2014         | 4           | 0           |
| 2015         | 4           | 1           |
| 2016         | 17          | 7           |
| 2017         | 5           | 0           |
| 2018         | 1           | 0           |
| 通算         | 38          | 8           |

### 代表での得点
| #  | 日付           | 場所                                       | 対戦相手     | スコア | 結果 | 試合            |
| -- | -------------- | ------------------------------------------ | ------------ | ------ | ---- | --------------- |
| 1. | 2015年6月7日   | サン＝ドニ、スタッド・ド・フランス         | ベルギー     | 3-4    | 3-4  | 親善試合        |
| 2. | 2016年3月29日  | サン＝ドニ、スタッド・ド・フランス         | ロシア       | 3-1    | 4-2  | 親善試合        |
| 3. | 2016年5月30日  | ナント、スタッド・ドゥ・ラ・ボージョワール | カメルーン   | 3-2    | 3-2  | 親善試合        |
| 4. | 2016年6月10日  | サン＝ドニ、スタッド・ド・フランス         | ルーマニア   | 2-1    | 2-1  | UEFA EURO 2016  |
| 5. | 2016年6月15日  | マルセイユ、スタッド・ヴェロドローム       | アルバニア   | 2-0    | 2-0  | UEFA EURO 2016  |
| 6. | 2016年7月3日   | サン＝ドニ、スタッド・ド・フランス         | アイスランド | 3-0    | 5-2  | UEFA EURO 2016  |
| 7. | 2016年10月7日  | ナント、スタッド・ドゥ・ラ・ボージョワール | ブルガリア   | 2-0    | 4-1  | ロシアW杯・予選 |
| 8. | 2016年11月11日 | サン＝ドニ、スタッド・ド・フランス         | スウェーデン | 2-1    | 2-1  | ロシアW杯・予選 |

## タイトル

### クラブ
マルセイユ
- UEFAヨーロッパリーグ準優勝 : 2017-18

### 代表
- UEFA欧州選手権準優勝 : 2016年

### 個人
- リーグ・アン年間最優秀チーム：2012-13、2014-15、2021-22
- PFA年間ベストイレブン：2015-16
- UEFA EURO 2016・ベストイレブン：2016年
- ウェストハム・ユナイテッド年間最優秀選手 : 2015-16
- UEFAヨーロッパリーグスカッド・オブ・シーズン : 2017-18
- UEFAカンファレンスリーグ年間ベストイレブン : 2021-22